# Rahmi Koç
Mustafa Rahmi Koç (* 1930 in Ankara) ist ein türkischer Unternehmer.

## Leben
Sein Vater war der Unternehmer Vehbi Koç. Er war das zweite von vier Kindern des Ehepaares Vehbi und Sadberk Koç. Die Grundschule absolvierte Koç in Ankara. Am Robert College in Istanbul besuchte Koç die weiterführende Schule. Er studierte an der Johns Hopkins University in den Vereinigten Staaten. Von 1984 bis 2003 leitete er das Unternehmen Koç Holding und übergab es dann an seinen Sohn Mustafa Koç († 2016). In Istanbul ließ er das Rahmi M. Koç Museum gründen. Koç ist geschieden und hat drei Kinder.

## Preise und Auszeichnungen (Auswahl)
- Verdienstorden der Bundesrepublik Deutschland